# District de Feldkirchen
Ne doit pas être confondu avec District de Feldkirch.
Le district de Feldkirchen est une subdivision territoriale du land de Carinthie en Autriche.

## Géographie

### Lieux administratifs voisins
|                                                     | District de Murau (Land de Styrie) |                                                           |
| District de Spittal an der Drau                     |                                    | District de Sankt Veit an der Glan                        |
| Villach (ville statutaire) District de Villach-Land |                                    | Klagenfurt (ville statutaire) District de Klagenfurt-Land |

## Communes
Le district de Feldkirchen est subdivisé en 10 communes :
- Albeck
- Feldkirchen in Kärnten
- Glanegg
- Gnesau
- Himmelberg
- Ossiach
- Reichenau
- Sankt Urban
- Steindorf am Ossiacher See
- Steuerberg